# Noferszesemré
Noferszesemré, más néven Szesi ókori egyiptomi vezír volt a VI. dinasztia idején, Teti uralkodásának elején vagy közepe felé.

## Élete
Noferszesemré pályája a királyi palotában kezdődött: címei szerint a király lakomáinak felügyelője, a király két kamrájának felügyelője, a palota két hűvös termének felügyelője, a rezidencia felügyelője, valamint Teti piramisa papjainak és őreinek elöljárója volt. Vezírként a királyi dokumentumok írnokainak elöljárója, a király minden építkezésének felügyelője és a hat nagy udvar elöljárója is volt.
Feleségét Szemdetnek hívták, számos gyermekük született. Egyik fiukat Hekaibnak hívták. Legalább két fiának a képét és nevét kivakarták Noferszesemré sírjában.

## Sírja
Noferszesemrét a szakkarai temető egyik masztabasírjába temették. Ez a temető egyik legrégebbi sírja; Teti piramisától északra, a királynék sírjaitól nyugatra fekszik, egy másik vezír, Anhmahór sírja mellett. A masztaba nagy mészkőtömbökből épült. Oszlopos kápolnájából lépcső vezet fel a tetőre. A sírkamra egy akna mélyén található, és szokatlan módon nem díszítették. Úgy tűnt, nem készült el időben Noferszesemré haláláig.

## Fordítás
- Ez a szócikk részben vagy egészben  a   Neferseshemre című angol Wikipédia-szócikk ezen változatának fordításán alapul.  Az eredeti cikk szerkesztőit annak laptörténete sorolja fel. Ez a jelzés csupán a megfogalmazás eredetét és a szerzői jogokat jelzi, nem szolgál a cikkben szereplő információk forrásmegjelöléseként.